# Ночной суд (фильм)
«Ночной суд» (англ. Night Court) — американский криминальный фильм режиссёра В. С. Ван Дайка, который вышел на экраны в 1932 году.
Частично основанный на фактическом материале, фильм рассказывает о молодой супружеской паре, которая становится жертвой действий коррумпированного судьи (Уолтер Хьюстон), готового ради личного благополучия пойти даже на убийство невинных людей.
Под ночным судом подразумевается сессия уголовного суда Нью-Йорка, которая проходит в ночное время.

## Сюжет
Судья нью-йоркского ночного суда Моффетт (Уолтер Хьюстон) в своём служебном кабинете встречается со своей любовницей Лил Бейкер (Ноэл Фрэнсис), когда к нему заходят репортёры с просьбой прокомментировать решение Совета судей создать Комитет по борьбе с коррупцией во главе с уважаемым судьёй Осгудом (Льюис Стоун). Моффетт на словах поддерживает борьбу с коррупцией, однако сразу после ухода репортёров берёт взятку у адвоката за оправдание шайки грабителей. Чтобы самому избежать подозрений в коррупции, Моффетт извлекает из своего сейфа все компрометирующие документы и говорит Лил немедленно сменить фешенебельную квартиру на Парк-авеню на дешёвую квартиру в спальном районе. Затем Моффетт направляется в зал судебных заседаний, где в быстром порядке рассматривает мелкие дела проституток, пьяниц, дебоширов и воров, по ходу дела оправдывая тех, кто дал ему взятку. Лил переезжает в новый дом, где её соседями становится счастливая молодая семья — таксист Майк Томас (Филлипс Холмс), его жена Мэри (Анита Пейдж) и их годовалый ребёнок. Тем временем Осугд проводит совещание по борьбе с коррупцией, поручая детективу Мэллигану проследить за судьёй Моффеттом, которого подозревают во взяточничестве, однако Моффетт из квартиры Лил замечает слежку. Мэллиган встречает Мэри на пороге дома, расспрашивая её о новых жильцах, однако та не может сказать ничего конкретного. Заметив это, Моффетт подсылает Лил к Мэри, чтобы та разузнала, что хотел детектив. Лил приходит к Мэри, объясняя ей, что её преследует бывший парень, который даже нанял детектива, после чего просит никому о ней не рассказывать. Во время их разговора ребёнок случайно вытаскивает из сумочки Лил конверт, который Мэри замечает лишь после ухода соседки. Открыв его, она видит там банковскую книжку на имя мистера Моффетта, на  которой лежит 60 тысяч долларов. Мэри закрывает конверт и возвращает его Лил, однако Моффетт замечает, что конверт вскрывался, и значит Мэри знает о его тайном счёте. Опасаясь, что Мэри может об этом кому-то рассказать, он решает временно изолировать её. Он поручает одному из своих подручных в тот момент, когда Мэри будет ложиться спать, незаметно войти к ней в квартиру и под видом полураздетого пьяного клиента устроить громкую сцену, представив Мэри проституткой, которая заманила его к себе в квартиру, а затем неожиданно потребовала доплату. На шум скандала прибегают соседи, а также полицейский, который уводит Мэри для разбирательства в ночной суд. Дело попадает к Моффетту, который назначает Мэри в качестве защитника своего подручного, продажного адвоката Кроуфорда (Джон Мильян). Адвокат убеждает Мэри, что ей лучше признать свою вину, отделаться 5-долларовым штрафом и выйти через 10 минут, чем ожидать суда в тюремной камере. Мэри уступает напору адвоката и соглашается, однако вместо штрафа Моффетт назначает ей наказание на срок шесть месяцев в работном доме. После ночной смены ничего не подозревающий Майк возвращается домой и сразу засыпает, не обратив внимания, что жены нет дома. Когда, наконец, он замечает отсутствие Мэри, он с трудом добивается от соседей, что полицейские отправили её в ночной суд. В суде Майку показывают подписанный Мэри протокол о признании вины, однако Майк отказывается поверить в то, что жена могла обманывать его и заниматься проституцией. Вместе с младенцем он является в судебный зал, обращаясь к судье Моффитту, однако тот заявляет, что всё было сделано по закону. Более того, узнав, что Майк много времени проводит на работе и не может ухаживать за ребёнком, представитель органов опеки забирает малыша и передаёт его в государственный приют вплоть до освобождения матери. Подавленный Майк возвращается домой, где привратник даёт ему выпить. Затем к Майку приходит детектив Мэллиган, однако, не разобравшись, что тот пришёл задать Мэри несколько вопросов, пьяный Майк бьёт его. Это видит Лил, которая убеждает Майка, что ему надо немедленно бежать, так как он ударил детектива. В соответствии с инструкциями Моффетта она уговаривает Майка перевезти её на новую квартиру. Добравшись до места, она предлагает Майку остаться и ещё выпить. Окончательно напившийся Майк как бы в отместку жене начинает приставать к Лил, однако затем падает и засыпает на полу. На утро, испытывая муки раскаяния, Майк приезжает к Мэри, которая уверяет его, что ни в чём не виновна. Майк просит её подробно рассказать всё, что с ней вчера произошло, и когда Мэри называет Лил «миссис Моффетт» и упоминает о банковской книжке, Майк догадывается, что в этом деле замешан судья. Майк обращается за помощью к адвокату Хэскину, однако тот оказывается заодно с Моффеттом, и всё передаёт судье. Моффетт поручает своему подручному Дрэггану найти нескольких громил, чтобы они разобрались с Майком. Они завозят Майка в порт, где жестоко избивают и запугивают его, требуя, чтобы он забыл о Моффетте, после чего в невменяемом состоянии бросают его в трюм корабля, отплывающего в Южную Америку.
Тем временем Осгуд приглашает к себе домой Моффетта, сообщая, что у него есть неопровержимые улики того, что тот связан с криминалом. Однако Осгуд говорит, что он готов отказаться от уголовного преследования Моффетта, если тот выдаст все свои преступные связи и предоставит материалы, которые позволят разоблачить преступников. В ответ на это Моффетт заявляет, что всё это блеф, и более того, угрожает Осгуду убийством, если тот попытается начать против него процесс. Однако Моффетт не знает, что Осгуд записывает весь разговор на диктофон, который спрятан в хьюмидоре. Ночью Моффетт посылает двух подручных, чтобы они похитили компрометирующие его материалы из сейфа Осгуда, которые Моффетт затем сжигает. Однако один из бандитов, желая прихватить ещё и деньги, некоторое время спустя возвращается в дом Осгуда, и, наткнувшись на хозяина дома, убивает его. Тем временем, Майк добирается до берега и подъезжает на такси к дому Моффетта, который собирается ехать в суд. По дороге он останавливается и бьёт судью, в результате чего тот теряет сознание. Майк привозит его к себе домой, где привязывает к стулу и избивает, требуя признаться в своих преступлениях. Выйдя в киоск за сигаретами, Майк видит на первой странице утренней газеты сообщение об убийстве судьи Осгуда, в котором подозревается Моффетт. Майк доставляет связанного Моффетта в его же судебный зал, где судья ввиду серьёзности дела предлагает отложить его рассмотрение для подготовки сторон к процессу. Однако, рассчитывая, что у обвинения на данный момент нет улик, Моффетт требует немедленного рассмотрения дела. На слушаниях после прибытия окружного прокурора, Моффетт утверждает, что не видел судью Осгуда уже несколько недель. Однако прокурор извлекает диктофон и проигрывает запись его разговора с Осгудом прошлым вечером, в котором звучит угроза убийства. По разбитым часам на руке Осгуда полиция установила, что убийство произошло в 4 часа утра. Моффетт утверждает, что в это время был в плену у Майка, и умоляет того подтвердить это, обеспечив ему алиби. Лишь после того, как Моффетт во всём сознаётся, Майк подтверждает, что в момент убийства тот был у него и не мог совершить убийство. В итоге вместо электрического стула Моффетт получает 10 лет тюрьмы. По его наводке полиция арестовывает всех остальных членов банды, после чего окружной прокурор объявляет о том, что город очищен от коррупции. Майк и Мэри возвращаются к счастливой совместной жизни.

## В ролях
- Филлипс Холмс — Майк Томас
- Уолтер Хьюстон — судья Моффетт
- Анита Пейдж — Мэри Томас
- Льюис Стоун — судья Осгуд
- Мэри Карлайл — Элизабет Осгуд
- Джон Мильян — Кроуфорд
- Джин Хершолт — привратник
- Талли Маршалл  — Гроган
- Ноэл Фрэнсис — Лил Бейкер
- Рафаэла Оттиано — злая на язык соседка (в титрах не указана)

## История создания фильма
История фильма имеет под собой определённую фактическую основу. Как написал историк кино Фрэнк Миллер, «годом ранее нью-йоркские газеты были полны историями о коррумпированном судье Чико Аккатуне и его роли в преступном сообществе, занимавшемся проституцией. По вымышленным обвинениям в проституции он приговаривал невинных женщин к тюремному заключению, превращая их в лёгких жертв мафии, которые забирали их в свои бордели». Чарльз Бихэн и журналист Марк Хеллингер написали пьесу, отдалённо основанную на криминальной деятельности судьи, затем продали её Metro-Goldwyn-Mayer, где опытные сценаристы Байард Вейллер и Ленор Дж. Коффи написали по ней киносценарий.
По информации «Голливуд Репортер», на роль судьи Мофетта первоначально планировался Лайонел Бэрримор, но затем его сменил Уолтер Хьюстон. Режиссёром картины должен был стать сценарист Байард Вейллер, однако перед самым началом производства он был заменён на В. С. Ван Дайка
Как отметил историк кино Брюс Эдер, «хотя это и не говорится, очевидно, что действие фильма происходит в Нью-Йорке».

## Оценка фильма критикой
После выхода картины на экраны кинообозреватель Мордант Холл дал ей в «Нью-Йорк Таймс» невысокую оценку, назвав «лишённой воображения мрачной историей» и «вряд ли хорошим зрелищем», отметив также, что она «слишком неправдоподобна, чтобы представить интерес». С положительной стороны Холл оценил «умный актёрский состав во главе с Уолтером Хьюстоном и Льюисом Стоуном, сценарий опытного Байарда Вейллера и режиссуру Ван Дайка». Но, как отметил критик, «несмотря на все задействованные мозги, фильм получился вымученным и лишённым напряжённости с несколькими особенно скучными эпизодами». Помимо Хьюстона и Стоуна, Холл также выделил игру Джина Хершолта, Талли Маршалла, Аниты Пейдж, Ноэл Фрэнсис и Джона Милджана.
Как написал современный историк кино Фрэнк Миллер, «эта криминальная драма стала редкой попыткой студии Metro-Goldwyn-Mayer создать основанную на газетных заголовках нелицеприятную историю о коррупции, что в то время было компетенцией Warner Bros». В целом, по мнению Миллера, получилась «быстрая и жёсткая драма», за что во многом надо поблагодарить режиссёра Ван Дайка, «который знал, как придать вещам движение». Современный киновед Брюс Эдер обратил внимание на то, что «в 1930-е годы было много криминальных триллеров любого рода, многие из которых носили злободневный характер. Однако этот фильм составляет собственный класс. Это триллер, который не далёк от правды в плане изображаемой среды (вымышленный Нью-Йорк того времени, когда правительство города и штата было переполнено коррумпированными чиновниками, включая судей), и при этом реалистично горестный по сюжету и образам». Как отмечает критик, «показанный в фильме уровень повседневной коррупции, окружившей двух невинных людей (и их младенца), поразителен для 21 века, но это было довольно точно для того времени». По мнению Эдера, Ван Дайк справляется со всеми стоящими перед ним задачами, «ставя картину ровно и уверенно», также как он будет ставить фильмы о Тонком человеке некоторое время спустя. Лишь последние 10 минут, по мнению критика, «доводят правдоподобие до опасной черты, но с учётом того выдающегося результата, которого режиссёр и сценарий достигли на протяжении предыдущих 80 минут, их можно простить за эту оплошность». Как отмечает Эдер, «Уолтер Хьюстон одинаково хорош в исполнении ролей как героев, так и злодеев, что он в полной мере продемонстрировал и в этом фильме». Кроме того, по его мнению, «Анита Пейдж выдаёт одну из лучших работ своей карьеры в качестве невинной молодой матери, которая вместе со своим трудолюбивым мужем попадает в кафкианскую сеть официальной лжи и обмана».